# المئذنة والجامع برسيان
يعد المئذنة والجامع برسيان من الهياكل التاريخية في محافظة أصفهان. برسيان هي قرية تقع على بعد 42 كم شرق أصفهان. بناءً على النقوش، تم بناء المسجد عام 1105 وبنيت المئذنة عام 1098 في عهد بركياروق بن ملكشاه، ملك الدولة السلجوقية. هذا المئذنة هي رابع مئذنة قديمة في إيران. الذي يحتوي على نقش، ارتفاع 34 م. يحتوي الجزء السفلي على طوب بسيط، لكن الأجزاء العليا مزينة بالطوب المزخرف.